# Bitva o Tarawu
Bitva o Tarawu byla jedním ze střetnutí druhé světové války v rámci války v Tichomoří. Hlavní boje se odehrály v období od 20. do 23. listopadu 1943 na ostrůvku Betio v jihozápadním rameni atolu Tarawa. Vyčištění celého atolu pak trvalo až do 28. listopadu.
Po několikadenním bombardování vylodil americký Operační svaz 53 (Task Force 53) na ostrově Betio přibližně 18 000 vojáků. Vybudovaná síť bunkrů na Betiu obsazená 4800 japonskými obránci odolala přípravnému bombardování. Vylodit se měli na plážích s krycími názvy Červená 1, Červená 2 a Červená 3. Vylodění bylo rušeno odhodlanou posádkou a také tím, že vyloďovací plavidla se nedokázala dostat přes pobřežní útesy obklopující ostrov. To znamenalo, že se útočící vojáci museli dlouho brodit přes mělčiny a stali se tak lehkým cílem pro střílející obránce. Ostrov Betio byl dobyt 23. listopadu a padlo při tom přes 1000 amerických vojáků. Z japonské posádky ostrova přežilo pouhých 110 mužů.
Během této operace byl také americkou 27. pěší divizí dobyt blízký atol Makin (Butaritari).

## 20. listopad

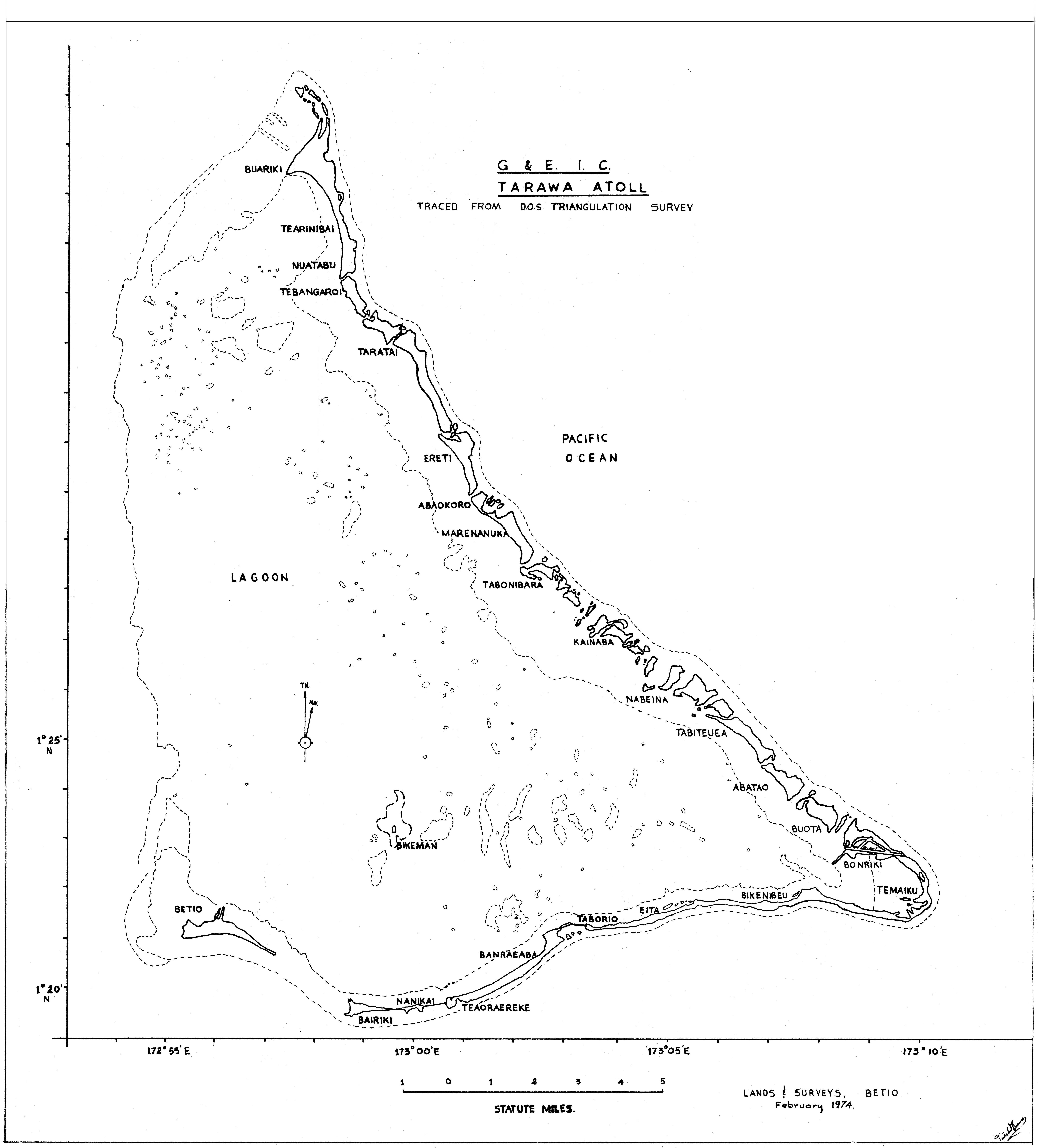
Mapa atolu Tarawa

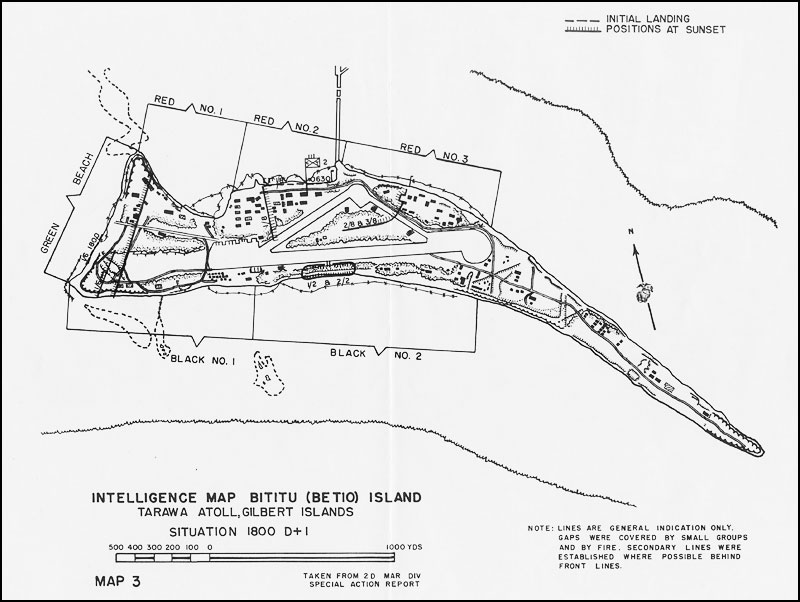
Mapa ostrůvku Betio s vyznačenými invazními plážemi

Mariňáci měli budíček v 0:45. Po snídani se nalodili do člunů a ve 3:35 odplouvali k velké výsadkové lodi, naložené pásovými obojživelnými transportéry LVT-1 a LVT-2, které je měly dostat na pláž. V 5:05 zahájily bitevní lodě odstřelování ostrova, které bylo přerušeno pouze krátkým náletem amerických letounů. Kolem osmé se obojživelné transportéry naložené vojáky přiblížily k pobřeží a japonské kulomety které přežily odstřelování zahájily palbu a jejich kulky snadno probíjely nechráněné boky a zabíjely muže vevnitř. Spousta transportérů zůstala na místě bez možnosti dalšího pohybu a některé byly vyřazeny úplně. Pěšáci se tak museli brodit po pás ve vodě pod těžkou kulometnou a minometnou palbou. Přesto však v 8:55 se první oddíly dostaly na pláž a v 9:05 byl na Červené 1 téměř celý prapor. V 9:20 se další prapor dostal na břeh na Červené 3 a v ten samý čas na pláži Červená 2 i přes obrovské ztráty uchytil poslední prapor. Špatná situace trvala až do odpoledne, kdy se zlepšilo velení a komunikace. Američané si zbudovali okopy v tvrdém korálu a očekávali útok, ale žádný nepřišel.

## 21. listopad
Ráno druhého dne se stále nedařilo narušit nepřátelskou obranu. Krátce po poledni Smith nasadil poslední zálohy a ještě později zahájily křížníky palbu na japonské bunkry. Tou dobou byly dodány zásoby a mariňáci přešli do útoku. Do večera přešli ostrov na protější pobřeží a rozdělili japonskou obranu na dvě části. Ke konci dne také byla na ostrov přivezena první děla. V noci Japonci opět nezaútočili. Šibazaki už neměl sílu ani muže k provedení rozhodujícího protiútoku a v noci odeslal do Tokia depeši, že jeho zbraně jsou zničeny a pokusí se o poslední výpad.

## 22. listopadu
Tento den probíhaly po celé frontě tvrdé boje. Američané čistili metr po metru ostrov granáty, náložemi a plamenomety. Na ostrov dorazil velitel operace Julian C. Smith a "mořské včely", jak se říkalo ženistům co působili v Pacifiku, začali budovat letiště. V noci přišel poslední zoufalý útok. Byl veden ve třech vlnách a přinesl pouze stovky padlých Japonských vojáků.

## 23. listopad
Poslední dva cíle operace bylo obsadit východní cíp ostrova a zlikvidovat japonské postavení mezi plážemi Červená 1 a Červená 2, ve kterém zbylo 500 mužů. Oba dva se podařilo splnit do brzkých odpoledních hodin, kdy byl ostrov prohlášen za dobytý.

## Po bitvě
Ostrov Betio byl pouze jeden s mnoha ostrůvků atolu Tarawa. Vyčistit zbylé měl za úkol 6. pluk námořní pěchoty a splnil jej do 28. listopadu. Dobytí Tarawy bylo hlavním cílem operace GALVANIC a zkušenosti při ní získané byly velmi cenné při dalším postupu.